# Úmysl
Úmysl (dolus, starším slovem zámysl) nebo i záměr označuje myšlenku, případně soubor myšlenek, jenž fakticky znamená předběžný plán na nějaký konkrétní čin nebo na určitou reálnou činnost, která se má stát v budoucnu (proběhne v budoucnosti).[zdroj⁠?!] Úmysl tedy představuje přemýšlení, promýšlení nebo přípravu nějakého budoucího jednání, chování či činnosti, která ještě nenastala.[zdroj⁠?!]
Pokud existuje úmysl nebo záměr, pak vždy časově předchází následnému jednání a příslušným činům (činnosti).

## Úmysl v právu
Úmysl je důležitý zejména v trestním právu, kde orgány činné v trestním řízení posuzují, zda se o úmyslný trestný čin jednalo či nikoli. Trestní zákoník totiž podle svého § 13 odst. 2 u všech trestných činů vyžaduje, aby byly spáchány úmyslně, a pouze u některých, kde je to výslovně stanoveno, postačuje i jejich spáchání z nedbalosti. V případě úmyslného spáchání pak rozlišuje:
- úmysl přímý (dolus directus) – pachatel přímo trestný čin spáchat chtěl,
- úmysl nepřímý (dolus indirectus) či eventuální (dolus eventualis) – pachatel věděl, že trestný čin spáchat může, a pro případ, že jej spáchá, s tím byl srozuměn (souhlasil).

Zvláštním druhem je obmysl neboli specifický úmysl (dolus coloratus), kdy určitý výsledek trestného činu je pachatelem přímo chtěný, jde o konečný cíl jeho jednání. V zásadě tak je obmysl užší kategorii v rámci přímého úmyslu, neboť ten může spočívat i v tom, že určitého výsledku je dosaženo až prostřednictvím daného trestného činu (např. opatření si peněz krádeží).